# Kure (Hiroshima)
Kure (呉市 -shi) é uma cidade japonesa localizada na província de Hiroshima.
Em 1 de Outubro de 2004 a cidade tinha uma população estimada em 252 253 habitantes e uma densidade populacional de 714 h/km². Tem uma área total de 353,16 km².
Recebeu o estatuto de cidade a 1 de Outubro de 1902.

## Cidades-irmãs
- Bremerton, Estados Unidos
- Marbella, Espanha
- Wenzhou, China
- Jinhae-gu, Coreia do Sul
- Daisen, Japão